# What's Wrong with Bill?
What's Wrong With Bill är Ill Bill's debutalbum, helt producerat av Necro. Det gjordes två versioner och även en musikvideo till "Chasing The Dragon". En instrumentalversion av What's Wrong With Bill släpptes samtidigt. Många av låtarna innehåller texter om revolution, mord och liknande. The Anatomy of A School Shooting handlar om skolmassakern i Columbine High School i Littleton, Colorado, USA, Ill Bill låtsas vara Eric Harris i låten och talar om att om man ska dö, ska man ta människor med sig.

## Låtlista
1. "What's Wrong" - 4:01
2. "Overkill" - 5:04
3. "The Anatomy of A School Shooting" - 4:35
4. "Glenwood Projects" (ft. Uncle Howie) - 4:07
5. "Peace Sells" - 3:37
6. "Unstoppable" - 3:38
7. "Death Smiles At Murder" (ft. Mr. Hyde) - 3:01
8. "Chasing the Dragon" (ft. Necro) - 4:05
9. "Alien Workshop" - 3:11
10. "Carnarsie Artie's Brigade" (ft. Goretex, Necro & Q-Unique) - 3:21
11. "Porno Director" (ft. Uncle Howie, Goretex & Sabac Red) - 4:28
12. "American History X" - 4:13
13. "Uncle Howie"
14. "Legend Has It" - 4:08
15. "The Final Scene" - 4:17
16. "Chasing The Dragon (Moshpit Mix)" (ft. Necro) - 4:17